# Robert H. Gittins
 Robert Henry Gittins (* 14. Dezember 1869 in Oswego, New York; † 25. Dezember 1957 in Sloatsburg, New York) war ein US-amerikanischer Politiker. Zwischen 1913 und 1915 vertrat er den Bundesstaat New York im US-Repräsentantenhaus.

## Werdegang
Robert Gittins besuchte die St. Paul’s Academy in Oswego und arbeitete danach im Holz-,  Getreide- und Kohlegeschäft. Nach einem Jurastudium an der University of Michigan in Ann Arbor und seiner im Jahr 1900 erfolgten Zulassung als Rechtsanwalt begann er ab 1901 in Niagara Falls in diesem Beruf zu arbeiten. Gleichzeitig schlug er als Mitglied der Demokratischen Partei eine politische Laufbahn ein. Von 1911 bis 1913 saß er im Senat von New York. Im Jahr 1912 nahm er als Delegierter an der Democratic National Convention in Baltimore teil, auf der Woodrow Wilson als Präsidentschaftskandidat nominiert wurde.
Bei den Kongresswahlen des Jahres 1912 wurde Gittins im damals neu eingerichteten 40. Wahlbezirk von New York in das US-Repräsentantenhaus in Washington, D.C. gewählt, wo er am 4. März 1913 sein neues Mandat antrat. Da er im Jahr 1914 dem Republikaner S. Wallace Dempsey unterlag, konnte er bis zum 3. März 1915 nur eine Legislaturperiode im Kongress absolvieren.
Zwischen 1914 und 1918 war Gittins Eigentümer und Herausgeber der Zeitung Niagara Falls Journal. Von Oktober 1916 bis Januar 1920 fungierte er als Posthalter in Niagara Falls. Gleichzeitig praktizierte er weiterhin als Anwalt. Von 1918 bis 1940 war er zudem Staatsbeauftragter für die Reservation bei Niagara Falls. Seit 1923 hatte er seinen Hauptwohnsitz in New York City, wo er bis 1956 noch als Rechtsanwalt tätig war. Er starb am 25. Dezember 1957 in Sloatsburg.